# Malcolm Bosse
Pour les articles homonymes, voir Bosse.
Malcolm Joseph Bosse, né le 6 mai 1926 à Détroit dans le Michigan et mort le 3 mai 2002 à New York est un écrivain américain de roman policier et de littérature d'enfance et de jeunesse.

## Biographie
Naissance à Detroit dans le Michigan. Il fait ses études à Moline dans l’Illinois puis suit les cours de l'université Yale dont il sort diplômé en 1950. Diplômé de l’université du Michigan en 1956, il sert dans la marine américaine et est amené à voyager en Asie, expérience dont il s’inspire pour écrire son premier roman en 1959. Il reprend par la suite ses études à l’université de New York ou il débute comme professeur et conférencier en 1969. Il fournit également des critiques littéraire pour le New York Times et participe à la rédaction de la sérié The Flowering of the Novel, en tant que spécialiste de la littérature anglaise du XVIIIe siècle.
Comme écrivain, il est l’auteur de dix-sept livres, principalement de la littérature d'enfance et de jeunesse. Cinq de ses romans ont été traduits en français, dont Ganesh, l’histoire d’un enfant indien qui immigre aux États-Unis et doit s’adapter aux différences culturelles entre les deux pays. Il reçoit le Deutscher Jugendliteraturpreis en 1983 pour ce roman. Giles Walker transpose l'histoire au Canada et l'adapte au cinéma sous le titre Ordinary Magic en 1993.
Son roman policier L'Homme qui aimait les zoos, traduit à la Super noire en 1975 puis à la Série noire en 1987, est adapté au cinéma par Jean-Pierre Mocky sous le titre Agent trouble en 1987.

## Œuvre

### Romans
- The Journey of Tao Kim Nam (1959)
- Incident At Naha (1972)
- Man Who Loved Zoos (1974) Publié en français sous le titre L'Homme qui aimait les zoos, traduction de Janine Hérisson, Paris, Gallimard, Super noire no 21, 1975, réédition Série noire no 2112, 1987.
- The 79 Squares (1979) Publié en français sous le titre Les 79 carrés, traduction de Rose-Marie Vassallo-Villaneau, Paris, Flammarion, Castor Poche, 1985.
- Cave Beyond Time (1980)
- Ganesh ou Ordinary Magic (1981) Publié en français sous le titre Ganesh, traduction de Rose-Marie Vassallo-Villaneau, Paris, Flammarion, Castor Poche, 1984.
- The Barracuda Gang (1982)
- The War Lord (1983) Publié en français sous le titre Le Seigneur de la Guerre, traduction de Cathy Bernheim, Paris, Hachette, 1984.
- Fire In Heaven (1986)
- Captives of Time (1987)
- Stranger At the Gate (1989)
- Mister Touch (1992)
- The Vast Memory of Love (1992)
- Deep Dream of the Rain Forest (1993) Publié en français sous le titre Le Rêve de la forêt profonde, traduction de Jean-François Ménard, Paris, L'École des loisirs, Médium, 1995.
- The Examination (1994) Publié en français sous le titre L’Initiation, traduction d’Elsa Naouri, Paris, L'École des loisirs, Médium, 1995.
- Mr Touch (1994)
- Tusk and Stone (1995)

## Adaptations

### Au cinéma
- 1987 : Agent trouble, film français réalisé par Jean-Pierre Mocky, d'après le roman L'Homme qui aimait les zoos, avec Catherine Deneuve, Richard Bohringer et Tom Novembre.
- 1993 : Ordinary Magic, film canadien réalisé par Giles Walker, d'après le roman Ganesh, avec Ryan Reynolds.

## Sources
- Les Auteurs de la Série Noire, 1945-1995, collection Temps noir, Joseph K., 1996, (avec Claude Mesplède), p. 58.